# Selat Gelasa
Selat Gelasa är ett sund i Indonesien.   Det ligger i provinsen Sumatera Selatan, i den västra delen av landet, 400 km norr om huvudstaden Jakarta.